# Enrico Hernández
Pour les articles homonymes, voir Hernández.
Enrico Hernández, né le 23 février 2001 à Almere, est un footballeur international salvadorien qui évolue au poste d'attaquant.

## Biographie
Hernández est né à Almere, dans le Flevoland, d'une mère finlandaise et d'un père salvadorien, qui a fui son pays dans les années 80, au moment de la guerre civile,,,.

### Carrière en club
Hernández est passé par les équipes de jeunes de Waterwijk, dans sa ville natale, puis d'Almere City et de l'Ajax Amsterdam avant de rejoindre le centre de formation du Vitesse Arnhem en 2018. Il fait ses débuts professionnels avec l'équipe d'Arnhem  le 17 décembre 2020 lors d'une victoire 2-0 contre Willem II en Coupe des Pays-Bas. Le lendemain de ce premier match, Hernández signe son premier contrat professionnel avec le Vitesse, qui le lie au club jusqu'à l'été 2023,.
Le 4 août 2021, ayant prolongé son contrat avec Vitesse jusqu'en 2024, Hernandez est prêté au club du FC Eindhoven en Eerste Divisie pour la saison à venir,,,.
Avec le club de Eindhoven, il s'impose rapidement comme titulaire, dès son deuxième match de championnat contre le FC Emmen,,, s'illustrant également face au filet dès le 23 août 2021, lors du derby contre le Jong PSV, où malgré la défaite 3-2 avec un doublé de Fodé Fofana, il est remarqué pour un but marqué de l'extérieur de la surface, redonnant espoir aux siens à quelques minutes de la fin du match,,,.

### Carrière en sélection
Hernández est appelé en équipe du Salvador des moins de 23 ans le 8 mars 2021 pour le Tournoi pré-olympique de la CONCACAF. Il fait ses débuts avec la sélection lors d'une défaite 2-0 contre le Canada le 19 mars 2021, s'illustrant rapidement dans sa nouvelle équipe, malgré une troisième place dans la poule, à égalité de points avec le Canada et le Honduras, qui les prives des demi-finales et des Jeux de Tokyo,.
Le 8 avril 2021, il est révélé que l'Association finlandaise de football avait tenté de convaincre Hernandez de choisir l'équipe de Finlande pour l'Euro auquel elle s'était qualifiée,. Mais c'est bien le Salvador que Hernandez choisit de représenter au niveau international, étant sélectionné pour la Gold Cup 2021 dès juin 2021, choisissant néanmoins de se concentrer sur sa carrière en club avec Vitesse pour cet été,,.
Hernández fait finalement ses débuts seniors pour Salvador le 2 septembre 2021, lors d'un match à domicile des éliminatoires de la Coupe du monde contre les États-Unis, entrant en jeu lors de cette rencontre au score nul et vierge,,. Trois jours plus tard, il prend également brièvement part à la rencontre suivante des éliminatoires, qui se termine sur le même score de 0-0.

## Palmarès
Ayant pris part à la campagne 2020-21 de la Coupe des Pays-Bas, qui mènera son club jusqu'à une défaite en finale contre son ancien club, l'Ajax, il ne prend néanmoins pas part à cette dernière rencontre.